# Antillai csér

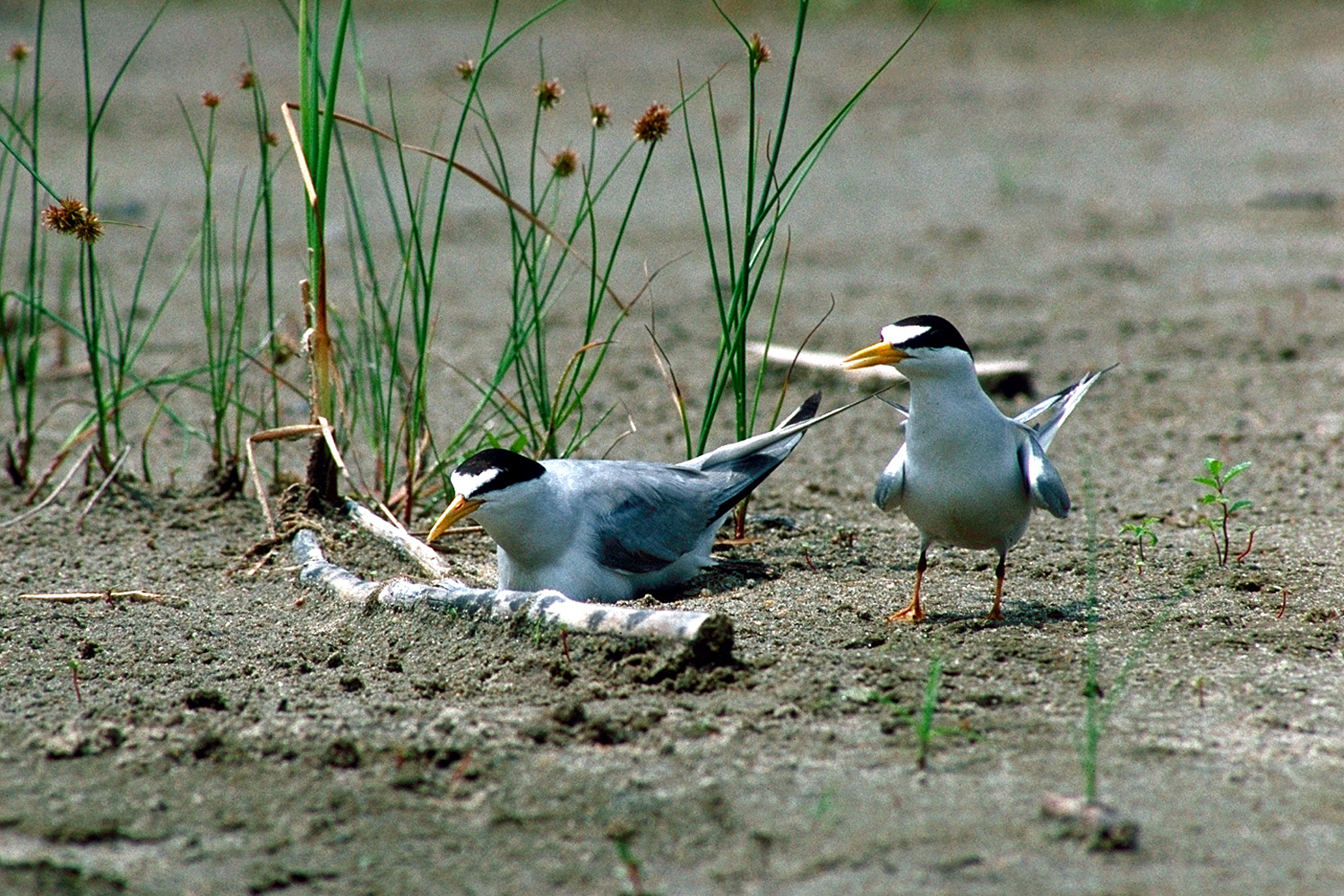
Párban

Az antillai csér (Sternula antillarum vagy Sterna antillarum) a madarak osztályának lilealakúak (Charadriiformes) rendjébe, ezen belül a csérfélék (Sternidae) családjába tartozó faj.
A Sterna génuszt Bridge et al. (2005) javasolta két génuszra bontani, ők a kistestű fajokat a Sternula nembe sorolják.

## Elterjedése
Észak-, Közép- és Dél-Amerika területén honos. Kóborló példányai eljutnak Európába is.

## Megjelenése
Testhossza 22–24 centiméter, szárnyfesztávolsága 50 centiméter, testtömege pedig 39–52
gramm.

## Alfaja
- Sternula antillarum antillarum
- Sternula antillarum athalassos
- Sternula antillarum browni
- Sternula antillarum mexicanus
- Sternula antillarum staebleri